# Musée Larco
Le musée Larco (Museo Arqueológico Rafael Larco Herrera) est l’un des principaux musées de Lima, la capitale du Pérou.
Fondé par l'archéologue péruvien Rafael Larco Hoyle, il présente de nombreuses pièces d’art précolombien. Principalement connu pour sa collection de céramiques mochica (38 000 pièces), le musée détient plus de 45 000 œuvres de nature variée (sculpture, textiles, céramiques, bijoux et métaux) qui couvre près de 4 000 ans d’histoire et de nombreuses cultures, notamment cupisnique, lambayeque, virú, moche, chimú et inca.
Le musée Larco est aussi l’un des rares musées au monde à ouvrir les portes de son dépôt au public.

## Situation
Le musée se trouve dans le quartier de Pueblo Libre, situé près du centre historique de Lima, sur l’avenue Bolívar. Il est abrité dans une vaste demeure datant de la vice-royauté du Pérou, elle-même bâtie sur les restes d’une pyramide du VIIe siècle. Cette imposante bâtisse blanche  appelée l'Hacienda Cueva est d’architecture typique des haciendas du XVIIIe siècle de la région de Trujillo dans le département de La Libertad au nord du pays.
Fondé en 1926 à Trujillo et déplacé à Lima en 1962, le musée présente des collections privées, rassemblées par l'archéologue péruvien Rafael Larco Hoyle, qui lui donna le nom de son père.

## Historique
En 1925, le père de Rafael Larco Hoyle, Rafael Larco Herrera achète une collection de vases et de pièces archéologiques précolombiennes du nord du Pérou à son beau-frère Alfredo Hoyle.
L'arrivée de ces 600 pièces et en particulier la céramique portrait appelée Cabeza de señor sacerdote (Tête de seigneur prêtre) déclenche l'enthousiasme de Rafael Larco Hoyle. Peu après, son père lui confie cette collection qui deviendra l'embryon du futur Museo Arqueológico Rafael Larco Herrera,.

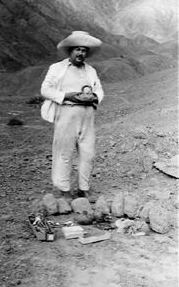
Rafael Larco Hoyle sur une fouille en 1935.

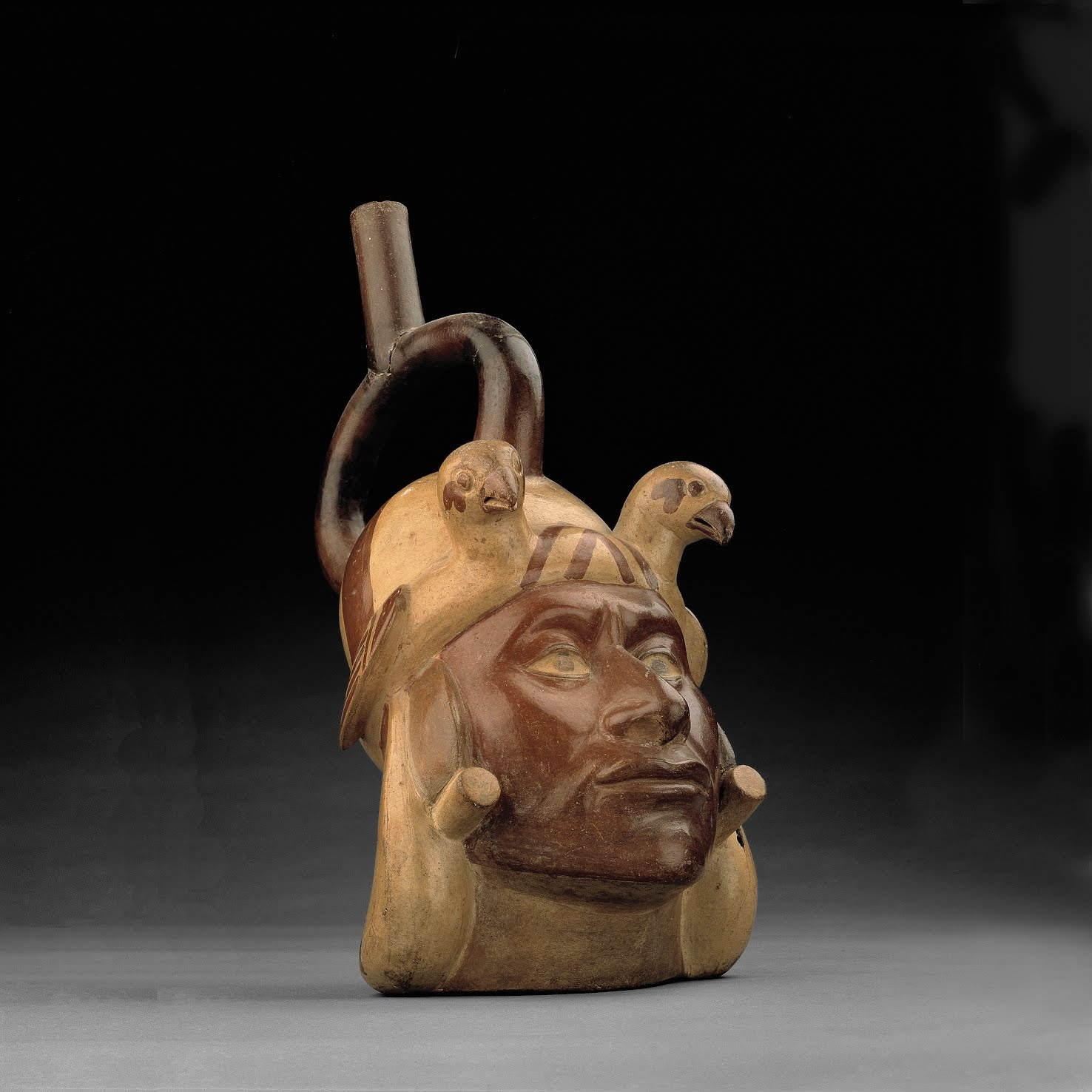
Cabeza de señor sacerdote.

Sous l’influence de son père, Rafael Larco Hoyle se prend d'un vif intérêt pour l’archéologie de son pays. Très vite il agrandit la collection de son père en achetant des œuvres provenant surtout du nord du pays (vallée de Chicana et vallées proches de Trujillo, Virú et Chimbote).
Au cours de cette même année, Larco Hoyle reçoit quelques conseils de son oncle, Victor Larco Herrera, fondateur du premier musée de Lima. Il exhorte Larco Hoyle à créer un musée qui pourrait garder toutes les artéfacts archéologiques qui étaient continuellement extraits par des fouilleurs clandestins.
Larco Hoyle achete deux grandes collections: 8 000 pièces de Roa et 6 000 pièces de Carranza. Il acquiert également plusieurs petites collections dans la vallée de Chicama, Trujillo, Virú et Chimbote. En un an, la collection s'est considérablement agrandie et des vitrines sont installées dans une petite maison de l'Hacienda Chiclín.
Le musée ouvre ses portes au public le 28 juillet 1926 - jour de la commémoration de l'indépendance du pays - sous le nom de Musée Rafael Larco Herrera.
Il acquit par la suite plusieurs collections privées venant compléter la sienne. Mais au moment de classer ces pièces, il réalisa que bon nombre d’entre elles ne partageaient pas les mêmes caractéristiques; il décida dès lors de faire ses propres recherches. Il entama alors avec sa famille d’importantes fouilles archéologiques  dans la vallée de Virú et ses alentours. Il y découvrit les civilisations cupisnique, salinar, virú et lambayeque et fut le grand inventeur de la culture mochica.
En 1949, les intérêts commerciaux de la famille Larco les obligent à déménager à Lima, il fit alors construire le musée Larco pour assurer la pérennité de sa collection. Le nouvel édifice comprend l’ensemble des matériaux de l’ancienne habitation des Larco (serrure, poutres, …). Le musée est entièrement privé et fut construit à la seule initiative de la famille Larco, sans l’aide du gouvernement péruvien.
Le musée comptait à l’origine 6 salles d’exposition en plus d'une voûte pour l'exposition des objets en or et argent, 11 pièces de stockage, 4 bureaux, un laboratoire, un atelier, un jardin, un patio et une terrasse où sont exposés les plus grands objets de pierre taillée et une salle de conférence. À sa mort, en 1966, le musée comptait déjà plus de 40 000 céramiques, bijoux, textiles, pierres, objets en bois…
En 2009, le musée Larco se rénove entièrement, et s’agrandit. Il est tenu par Andrés Alvarez Calderón, le petit-fils de Rafael Larco Hoyle, qui se dévoue entièrement à la conservation et la promotion des biens hérités de sa famille. Car le musée Larco est le fruit d’une collaboration familiale unique et d’un désir de partager une passion vieille de 4 générations. Le musée comprend désormais 13 salles organisées de façon géographique et chronologique et qui tendent à une description plus thématique dans les dernières salles.
Aujourd'hui, le musée prête une partie de ses collections à son musée affilié, le Musée d'art précolombien, situé à Cuzco.

## Collection permanente
L’entrée du musée est caractéristique des haciendas d’Amérique Latine, on y est agréablement accueilli par les chants mélodieux de Juan Diego, le canari officiel du musée, qui tire son nom du très connu ténor lyrique péruvien Juan Diego Florez. Au centre du patio se trouve un arbre à Lúcuma, ce fruit typique et juteux du Pérou.

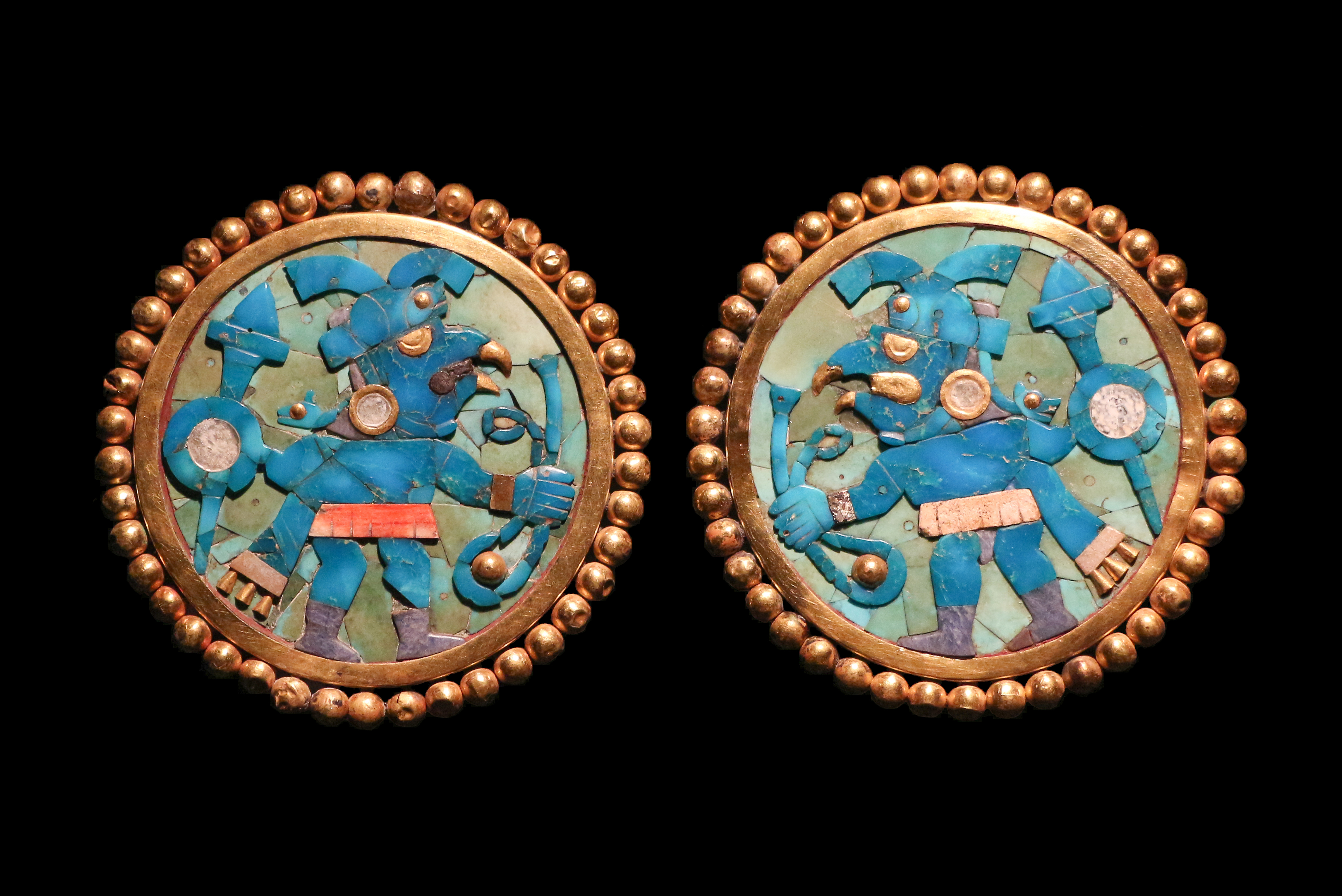
Boucles d'oreilles, culture moche

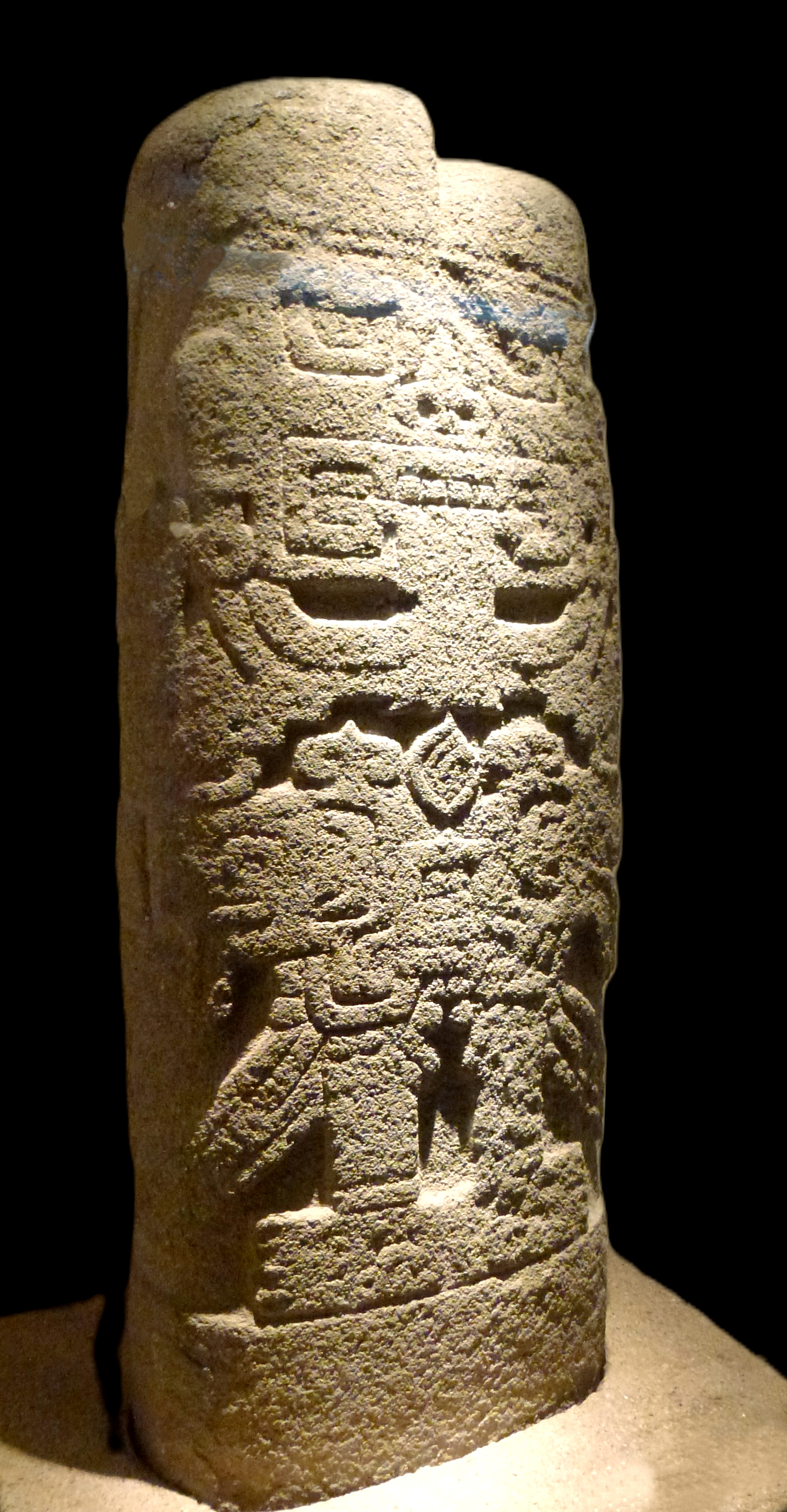
Stèle de Pacopampa Chavín (culture), Salle 2, Vitrine 11, N° ML300025

La première salle, d’introduction, retrace clairement et succinctement l’histoire du père fondateur du musée. Y sont aussi expliquées les caractéristiques géographiques et archéologiques du Pérou, ainsi qu’une chronologie des différentes civilisations, organisée géographiquement afin d’éclaircir les données historiques traitées le long des galeries du musée.
Les quatre salles suivantes sont consacrées aux différentes civilisations provenant des quatre régions du Pérou : Nord (cultures Cupisnique, Virú, Salinar, Vicú, Mochica, Lambayeque, Chimú et Inca), Centre (Lima, Chancay et Inca), Sud (Paracas, Nazca, Chincha et Inca) et La Sierra ou Cordillère des Andes (Chavín, Huari, Tiahuanaco, Chachapoyas et Inca).
Elles sont ordonnées géographiquement, mais aussi chronologiquement. On passe ainsi de l’époque précéramique à la production assez simple et aux fins strictement usuelles, puis à une céramique plus recherchée aux formes et couleurs variées et aux fonctions toujours symboliques.

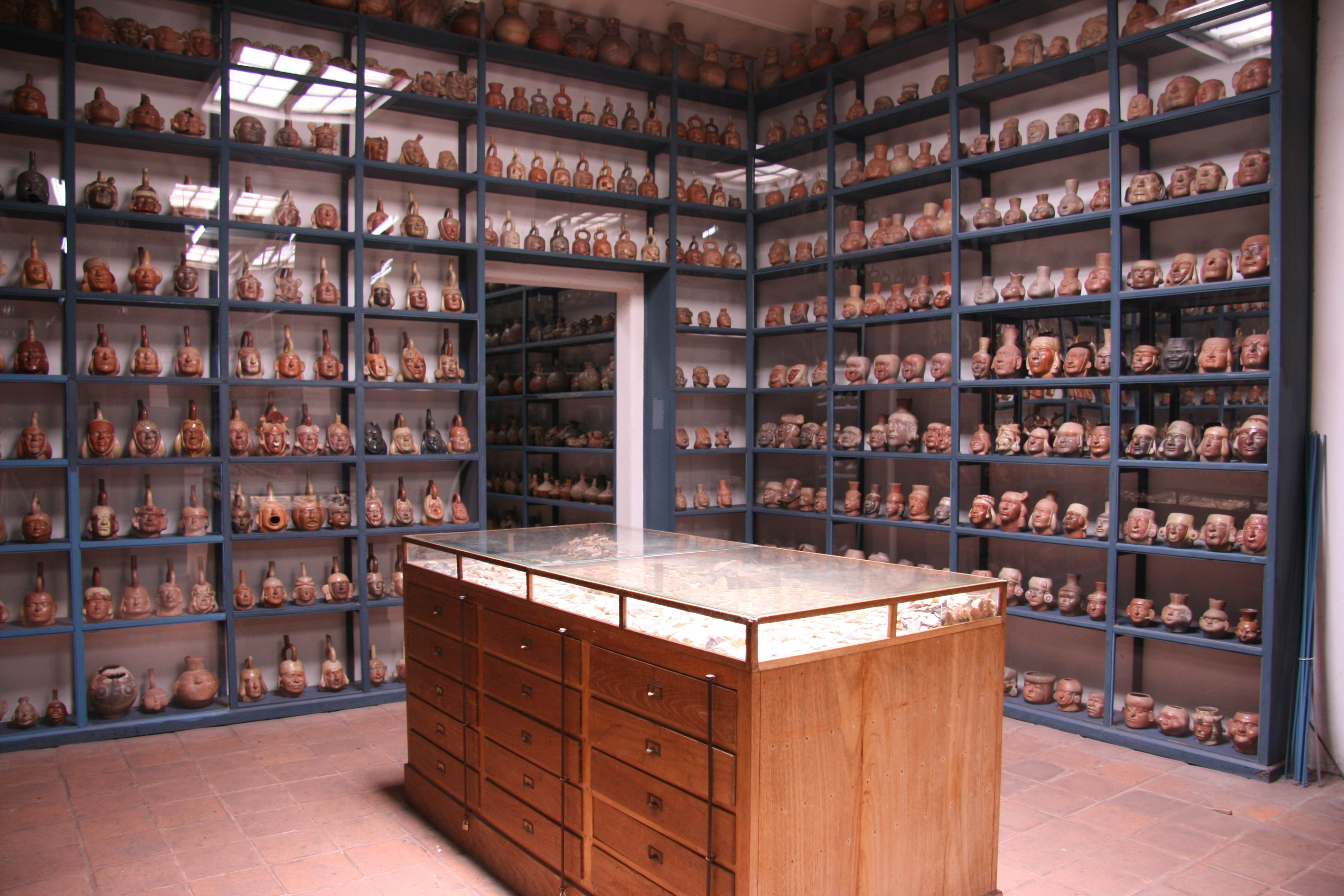
Un aspect des réserves du musée.

La collection Mochica (Mochica I, II, III, IV et V s’étalant sur plus de 800 ans) présente une série de « huacos retratos » (vases-portraits) représentant les hommes importants tels que l’élite gouvernante, les prêtres, les guerriers.
La salle du « syncrétisme » présente l’impact et l’influence de la conquête sur les civilisations précolombiennes à travers des œuvres caractérisées par moins de spontanéité et de représentations animales, l'usage de nouveaux symboles, la représentation de personnages métissés et le syncrétisme religieux.
La salle des textiles montre le savoir-faire, principalement des civilisations huari et chancay, dans la réalisation de toiles, ponchos, poupées, tissus funéraires faits de fibres animales et de coton, décorés de teinture et de plumes. Les diverses techniques de tissage utilisées y sont présentées.

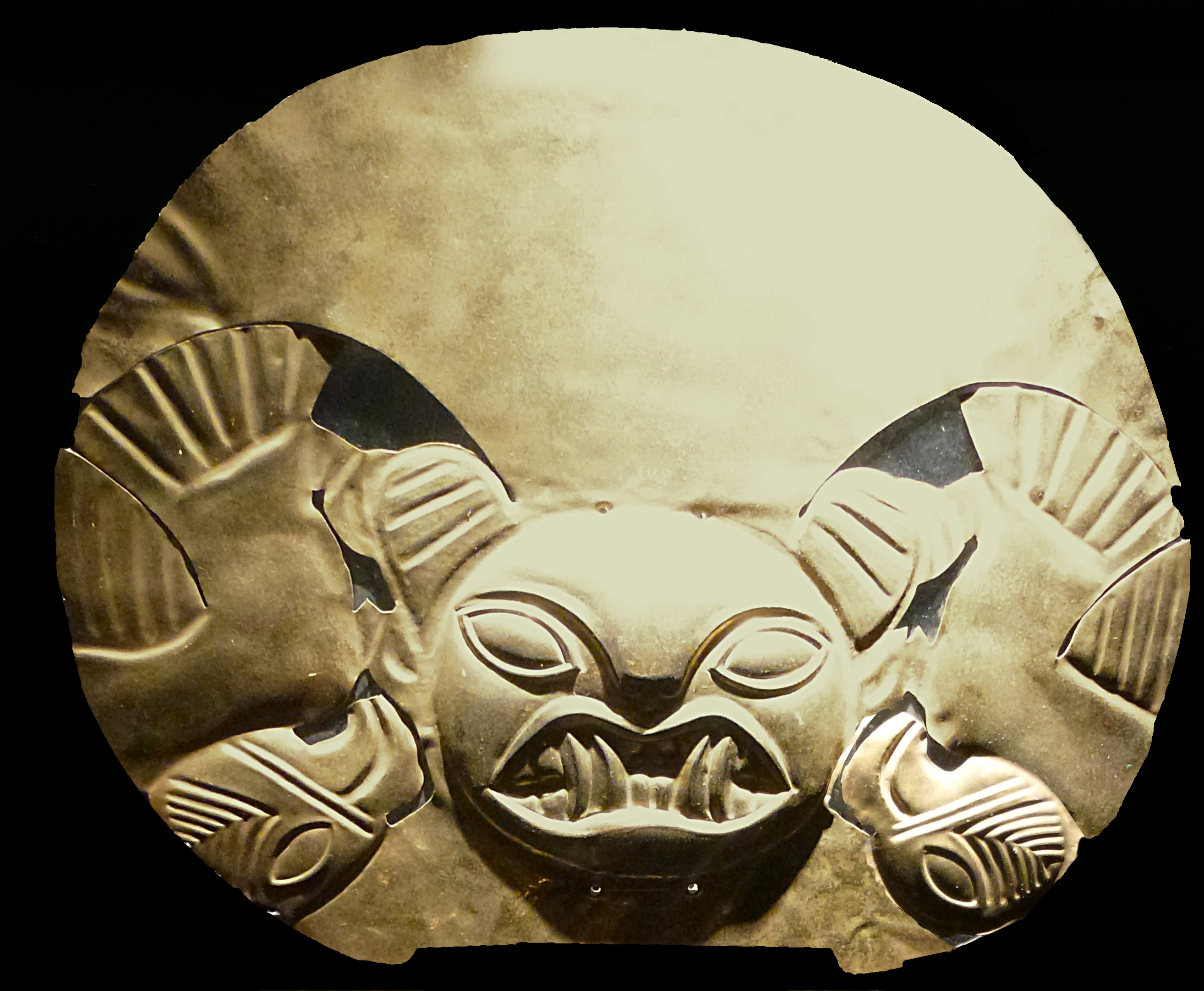
Parure de tête moche

La salle du sacrifice expose divers instruments, comme le tumi, couteau utilisé pour le sacrifice humain et animal. On y trouve également des céramiques et des poteries relatant le déroulement des sacrifices.
La salle des métaux présente des récipients utilisés rituellement (pour recevoir le sang des sacrifiés, pour le culte aux morts et la guerre) ainsi qu'un ensemble de pièces métalliques décorées de pierres semi-précieuses utilisées pour les tenues des membres dirigeants.
La salle de la voûte montre l'évolution de l’orfèvrerie au Pérou : colliers, bracelets, boucles d’oreille, ornements de nez, pectoraux, masques funéraires, réalisés en or et en argent incrusté de pierres semi-précieuses telles que la turquoise, le lapis-lazuli, le quartz, l’améthyste, la malachite ou encore la sodalite.

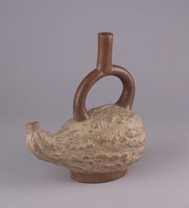
Bouteille en forme de cucurbitacée, céramique moche.

La galerie des céramiques érotiques. Ces vases, offrandes rituelles à motifs sexuels, sont de quatre thèmes : représentation réaliste de scènes érotiques (fellation, coït, accouchement, masturbation, zoophilie), érotisme religieux (avec intervention d'une divinité), érotisme humoristique (représentations disproportionnées des organes génitaux) et érotisme moraliste (présence d'hommes morts, sous la forme de cadavres ou de squelettes).
Cette sélection de céramiques trouvées par Rafael Larco Hoyle dans les années 1960 illustre ses recherches sur les représentations sexuelles dans l'art précolombien du Pérou, publiées dans son livre "Checan" (1966).
La réserve. Le musée Larco est un des rares musées au monde à ouvrir au public les portes de son dépôt, qui comporte 45 000 pièces, dont 38 000 céramiques et en particulier des vases précolombiens de toutes époques, regroupées par thèmes : huacos retratos (vase-portrait), céramiques érotiques, poteries sacrificielles, etc.

## Expositions internationales
Le musée Larco expose aussi ses œuvres dans les instituts culturels et les musées les plus prestigieux du monde. Plus de 5 millions de personnes ont pu ainsi contempler les pièces du musée. Cette politique reste rare au Pérou et si dorénavant quelques musées exportent aussi leurs œuvres, c’est le musée Larco qui en prit l’initiative dans les années 1990.

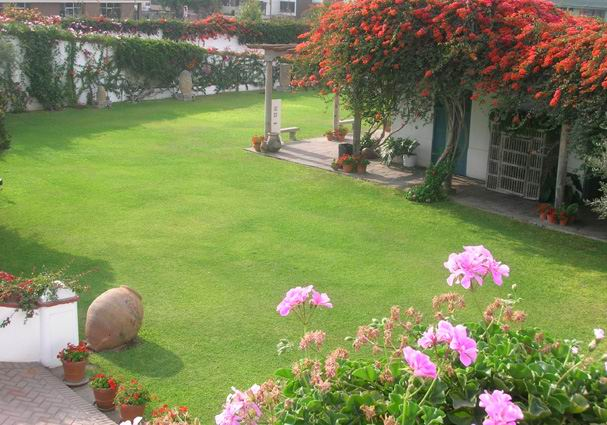
Jardin du musée.

| Année | Intitulé de l'exposition                                                                               | Musée                                                             | Ville             | Pays             |
| ----- | --- | ----------------------------------------------------------------- | ----------------- | ---------------- |
| 2008  | Or des Amériques                                                                                       | Musée de la Civilisation                                          | Québec            | Canada           |
| 2008  | Elena Izcue                                                                                            | Musée du Quai Branly                                              | Paris             | France           |
| 2008  | The Three Great civilizations of Mesoamerica and the Central Andes: The World of Maya, Aztec and Inca  | Fukuoka City Museum                                               | Fukuoka           | Japon            |
| 2008  | Peruvian silver - 2000 years of art                                                                    | Sinebrychoff Art Museum                                           | Helsinki          | Finlande         |
| 2008  | The Three Great civilizations of Mesoamerica and the Central Andes: The World of Maya, Aztec and Inca  | Okayama Digital Museum                                            | Okayama           | Japon            |
| 2007  | Morir para Gobernar. Sexo y Poder en la Sociedad Moche                                                 | Museo Chileno de Arte Precolombino                                | Santiago du Chili | Chili            |
| 2007  | The Three Great civilizations of Mesoamerica and the Central Andes: The World of Maya, Aztec and Inca. | Kobe City Museum                                                  | Kobe              | Japon            |
| 2007  | América Migración y sus Culturas                                                                       | Parque Fundidora (Forum Universal de las Culturas Monterrey 2007) | Monterrey         | Mexique          |
| 2007  | The Three Great civilizations of Mesoamerica and the Central Andes: The World of Maya, Aztec and Inca. | The National Science Museum                                       | Tokyo             | Japon            |
| 2007  | And the Incas arrived…                                                                                 | Museum of Fine Arts                                               | Budapest          | Hongrie          |
| 2006  | De Chavin aux Incas. 3000 ans d'art Péruvien                                                           | Petit Palais - Musée des Beaux Arts de la Ville de Paris          | Paris             | France           |
| 2006  | Divina y Humana, la mujer en el Antiguo Perú y México                                                  | National Museum of the Woman in the Arts                          | Washington D.C.   | États-Unis       |
| 2006  | Erótica. Os sentidos na Arte                                                                           | Centro Cultural Banco do Brasil                                   | Río de Janeiro    | Brésil           |
| 2006  | Por ti América                                                                                         | Centro Cultural Banco do Brasil                                   | São Paulo         | Brésil           |
| 2006  | Por ti América                                                                                         | Centro Cultural Banco do Brasil                                   | Brasilia          | Brésil           |
| 2005  | Divina y Humana, la mujer en el Antiguo Perú y México                                                  | Museo Nacional de Antropología                                    | Mexico            | Mexique          |
| 2005  | Perú. Indígena y Virreinal. Las Culturas del Sol                                                       | National Geographic Society                                       | Washington        | États-Unis       |
| 2005  | Perú. Indígena y Virreinal. Las Culturas del Sol                                                       | Biblioteca Nacional de Madrid                                     | Madrid            | Espagne          |
| 2004  | IncaGold                                                                                               | Völklingen - Hütte                                                | Völklingen        | Allemagne        |
| 2004  | Temple of Doom. Ritual and Sacrifice in Ancient Peru                                                   | Otago Museum                                                      | Dunedin           | Nouvelle-Zélande |
| 2004  | La Condición Humana. El Sueño de una Sombra                                                            | Museo de Historia de la Ciudad                                    | Barcelone         | Espagne          |
| 2004  | El Primer Eros                                                                                         | Palacio de la Virreina                                            | Barcelone         | Espagne          |

## Conservation et restauration
Le musée Larco dispose aussi d’une équipe de conservation et de restauration du patrimoine culturel précolombien. Cette équipe diagnostique l’état des pièces du musée pour optimiser le traitement de chacune d'entre elles. Ce département participe aussi à la conservation et restauration des collections d’autres musées publics et privés, collabore avec des projets archéologiques, des institutions juridiques et s'offre de manière générale à aider toute personne s’intéressant à la conservation et à la restauration.

## Le café-restaurant du musée et les boutiques
Le musée possède également un café-restaurant situé dans un jardin fleuri ayant remporté en 2009 le prix du plus beau jardin de Lima. Le menu, proposant notamment des plats typiques du Pérou, a été créé par le grand chef péruvien Gastón Acurio. L’intérieur du restaurant a été dessiné par l’architecte Jordi Puig.
Les boutiques du musée vendent des reproductions des pièces exposées ainsi que bijoux et vêtements andins réalisés par des artisans qualifiés de tout le Pérou. Le musée a officialisé les techniques de reproduction de ces artéfacts précolombiens et évalue chaque pièce pour en garantir la qualité.

## Galerie

### Le musée

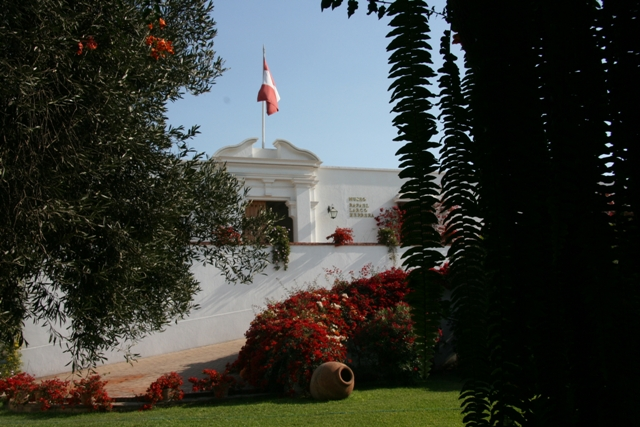
Façade du musée.
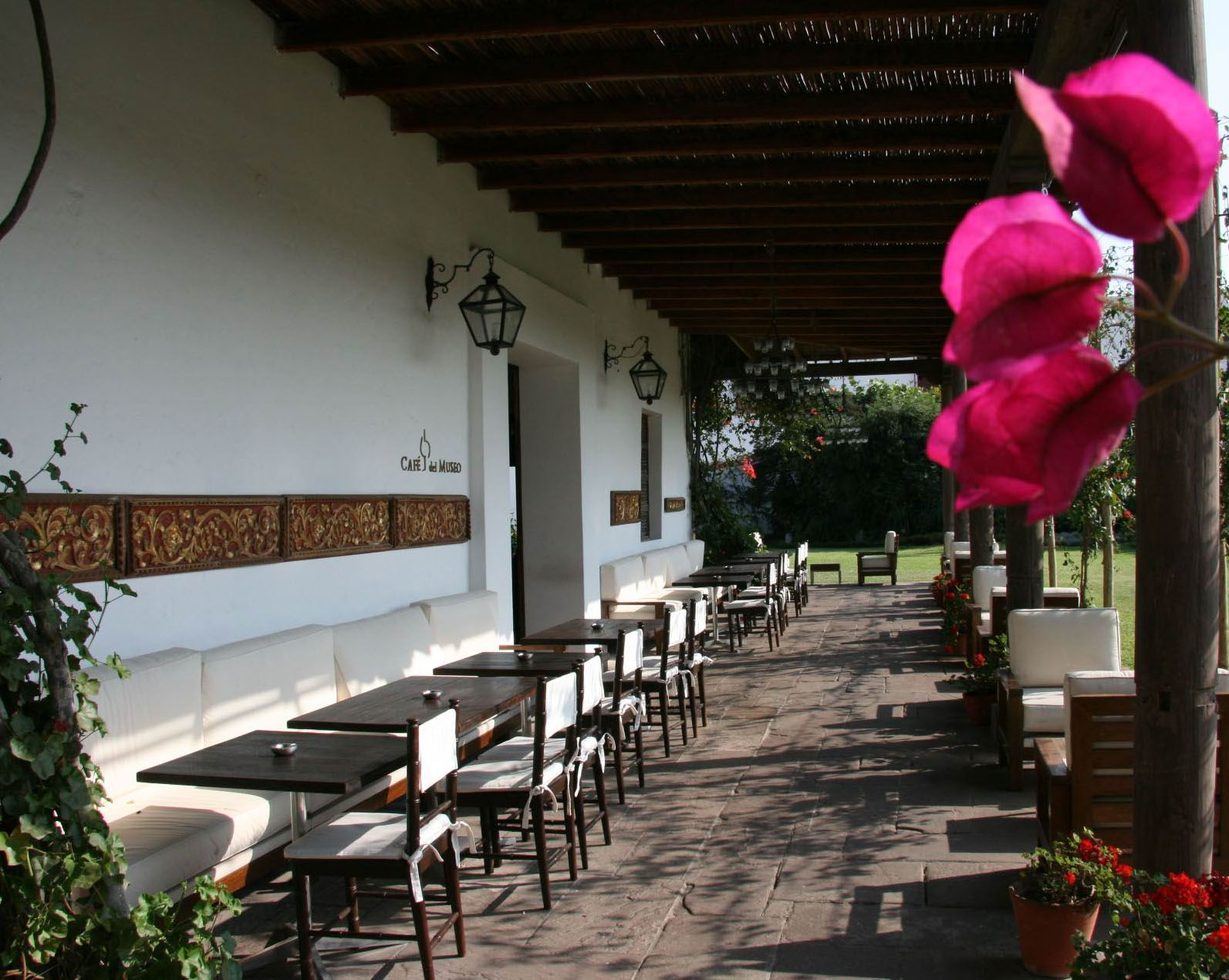
Terrasse de la cafétéría.

### Ornements
|           |
| Pectoral. |

|          |
| Tunique. |

|                                 |
| Ornements de nez et d'oreilles. |

|           |
| Pectoral. |

|                    |
| Ornements de tête. |

|                     |
| Ornement d'oreille. |

|            |
| Couronnes. |

|                     |
| Pectoral en argent. |

|                 |
| Pectoral en or. |

|               |
| Parure Chimu. |

|                |
| Qero Tiwanaku. |

|                            |
| Caballito de totora en or. |

|                      |
| Poupées de textile.> |

|             |
| Quipu inca. |

### Céramiques
|                        |
| Félin rampant mochica. |

|                     |
| Scène de fellation. |

|                        |
| Têtes de clous Chavín. |

|                     |
| Céramiques (Moche). |

|                               |
| Céramiques érotiques (Moche). |

|                    |
| Céramique (Moche). |

|                   |
| Céramique Vicus). |

|                            |
| Céramique culture mochica. |